# 庄兆林
庄兆林（1969年2月—），男，汉族，江苏江都人，中华人民共和国政治人物，1987年8月参加工作，1990年8月加入中国共产党。曾任徐州市人民政府市长、中共徐州市委书记、江西省委宣传部部长。现任中共江西省委常委、组织部部长。